# Parathiscia truncatella
Parathiscia truncatella är en insektsart som först beskrevs av Walker 1858.  Parathiscia truncatella ingår i släktet Parathiscia och familjen Acanaloniidae. Inga underarter finns listade i Catalogue of Life.